# D-8 Organisatie voor Economische Samenwerking
De D-8 Organisatie voor Economische Samenwerking, ook bekend als de "Developing-8" (D-8), is een organisatie voor ontwikkelingssamenwerking tussen Bangladesh, Egypte, Nigeria, Indonesië, Iran, Maleisië, Pakistan en Turkije. De doelstellingen van de D-8 zijn het verbeteren van de positie van de lidstaten in de wereldeconomie, het diversifiëren en creëren van nieuwe handelsbetrekkingen, de deelname aan de besluitvorming op internationaal niveau vergroten en het verbeteren van de levensstandaard. De D-8 wil niet zozeer een unie zijn maar eerder een forum waarbij de leden zonder negatieve gevolgen eigen bilaterale en multilaterale verdragen kunnen afsluiten met andere landen en regionale of internationale organisaties.
De totale bevolking van de acht landen samen bedraagt ongeveer 1 miljard personen. Alle landen samen bedragen ook 60% van alle moslims wereldwijd, of bijna 13% van de wereldbevolking en beslaat een oppervlakte van 7,6 miljoen vierkante kilometer. Dit is 5% van het wereldoppervlak. In 2006 bedroeg de handel tussen de D-8 lidstaten 35 miljard dollar, en in 2010 waren er ongeveer 68 miljard dollar transacties tussen de 8 ontwikkelingslanden. De landen waren daardoor goed voor 3,3% van de wereldhandel in 2010. Dit cijfer zal naar verwachting groeien tot 10-15 procent in het komend decennium.

## Geschiedenis
Het idee van samenwerking tussen de belangrijkste islamitische ontwikkelingslanden werd geopperd door prof. dr. Necmettin Erbakan (de toenmalige premier van Turkije) tijdens een seminarie over "Samenwerking in Ontwikkeling" dat in oktober 1996 in Istanbul werd gehouden. De groep beoogde een samenwerking tussen verschillende landen die zich uitstrekten van Zuidoost-Azië tot Afrika. Vertegenwoordigers van Bangladesh, Egypte, Indonesië, Iran, Maleisië, Iran, Nigeria en Pakistan woonden het seminarie bij. Deze conferentie was de eerste stap in de oprichting van de D-8. Pas na een reeks voorbereidende vergaderingen werd de D-8 officieel opgericht en begon zij haar activiteiten officieel met de Verklaring van Istanbul. Deze verklaring werd ondertekend aan het einde van de top van staatshoofden en regeringsleiders op 15 juni 1997 in Istanboel, Turkije.

## Structuur
De D-8 is georganiseerd in drie organen:
- De Topontmoeting
- De Raad
- De Commissie

De Topontmoeting, die om de twee jaar wordt bijeengeroepen, heeft het hoogste gezag en bestaat uit de leiders van elke lidstaat.
De Raad is het belangrijkste besluitvormingsorgaan en forum voor de behandeling van kwesties die betrekking hebben op de D-8, en is samengesteld uit de ministers van Buitenlandse Zaken van elke lidstaat.
De Commissie heeft uitvoerende bevoegdheden en is samengesteld uit Commissarissen die door de regering van elke lidstaat worden benoemd. De Commissarissen zijn verantwoordelijk voor het bevorderen van de naleving van de D8-richtlijnen in hun thuisland. Alle D-8-leden benoemen ook een uitvoerend directeur om de communicatie te vergemakkelijken en om tijdens elke top of vergadering op lager niveau als toezichthouder op te treden.

## Lidstaten
| - Bangladesh - Egypte - Indonesië - Iran | - Maleisië - Nigeria - Pakistan - Turkije |

## D-8 topontmoetingen
|   | Datum         | Gastland   | Gastheer                 | Locatie      |
| - | ------------- | ---------- | ------------------------ | ------------ |
| 1 | juni 1997     | Turkije    | Necmettin Erbakan        | Istanboel    |
| 2 | maart 1999    | Bangladesh | Sheikh Hasina            | Dhaka        |
| 3 | februari 2001 | Egypte     | Hosni Moebarak           | Caïro        |
| 4 | februari 2004 | Iran       | Mohammad Khatami         | Teheran      |
| 5 | mei 2006      | Indonesië  | Susilo Bambang Yudhoyono | Bali         |
| 6 | juli 2008     | Maleisië   | Abdullah Ahmad Badawi    | Kuala Lumpur |
| 7 | juli 2010     | Nigeria    | Goodluck Jonathan        | Abuja        |
| 8 | november 2012 | Pakistan   | Asif Ali Zardari         | Islamabad    |
| 9 | oktober 2017  | Turkije    | Recep Tayyip Erdoğan     | Istanboel    |

## Secretarissen-generaal van de D-8
|   | Naam                                 | Land van herkomst | Datum aantreden | Datum aftreden |
| - | ------------------------------------ | ----------------- | --------------- | -------------- |
| 1 | Ayhan Kamel                          | Turkije           | 1997            | 2006           |
| 2 | Dipo Alam                            | Indonesië         | 2006            | 2010           |
| 3 | Widi Agoes Pratikto                  | Indonesië         | 2010            | 2012           |
| 4 | Seyed Ali Mohammad Mousavi           | Iran              | 2013            | 2017           |
| 5 | Ambassador Dato' Ku Jaafar Ku Shaari | Maleisië          | 2018            | heden          |